# Джордж Лоутер
Джордж Лоутер (англ. George Lowther; загинув у 1723 р.) — англійський пірат, який на початку XVIII століття діяв у Карибському басейні й Атлантиці. Його першим помічником певний час був інший відомий пірат Едвард Лоу.

## Звернення до піратства

Піратський прапор Джорджа Лоутера.

Мало що відомо про Лоутера до того, як він став другим помічником на рабовласницькому кораблі «Gambia Castle», яким командував капітан Чарльз Рассел. Рассел більше дбав про свою партію рабів, ніж про власних людей і коли він одного разу наказав відшмагати Джорджа, багато членів екіпажу стали на бік Лоутера, викликавши розкол серед екіпажу.
Також на борту знаходився капітан Мессі разом із ротою солдатів під його командуванням. Одного разу вночі, коли капітан Рассел знаходився на березі, Мессі та Лоутер вирішили захопити корабель і відплисти без нього. Мессі мав намір повернутися до Англії, але Лоутер, екіпаж і солдати самого Мессі не погодилися. Лоутер був призначений капітаном, і він перейменував «Gambia Castle» у «Delivery». Вони захопили і пограбували багато кораблів, але коли Мессі запропонував пограбувати поселення на березі, він не був підтриманий рештою екіпажу і програв голосування, оскільки ризик вважався надто великим. Післятого, як Лоутер зміг захопити менший корабель, 100-тонний шлюп з Род-Айленда, озброєний вісьмома стандартними та десятьма вертлюжними гарматами, він перейменував його на «Happy Delivery» і розлучився з Мессі та його людьми.
Лоутер вирушив до Кароліни, де розробив тактику врізання свого корабля в корабель-жертву, після чого його люди брали останній на абордаж і грабували його. Приблизно в 1721 році він вирушив на о.Великий Кайман, де зіткнувся з «Greyhound» капітана Бенджаміна Едвардса. Лоутер дав гарматний постріл, що означало вимогу зупинитись і здатись. «Greyhound» відповів на це бортовим залпом. Пірати взяли «Greyhound» на абордаж, і, можливо, вбили весь екіпаж і спалили корабель.
Після низки успішних рейдів 28 травня 1722 року Лоутер захопив велику 6-гарматну бригантину «Rebecca». Він віддав цей корабель під керівництво Лоу, який після цього мирно розірвав партнерство з Лоутером, маючи на «Rebecca» вдасну команду з 44 осіб. Лоу розпочав власну піратську кар'єру, але не втрачав зв'язку з Лоутером і наприкінці 1722 року знову ненадовго приєднався до піратської флотилії Лоутера і Френсіса Спріггс .
Біля узбережжя  Гватемали, на флот Лоутера напали місцеві індіанці, що призвело до втрати «Happy Delivery» і багатьох людей. Після цього Лоутер перевів свій екіпаж на корабель «Revenge».

## Загибель

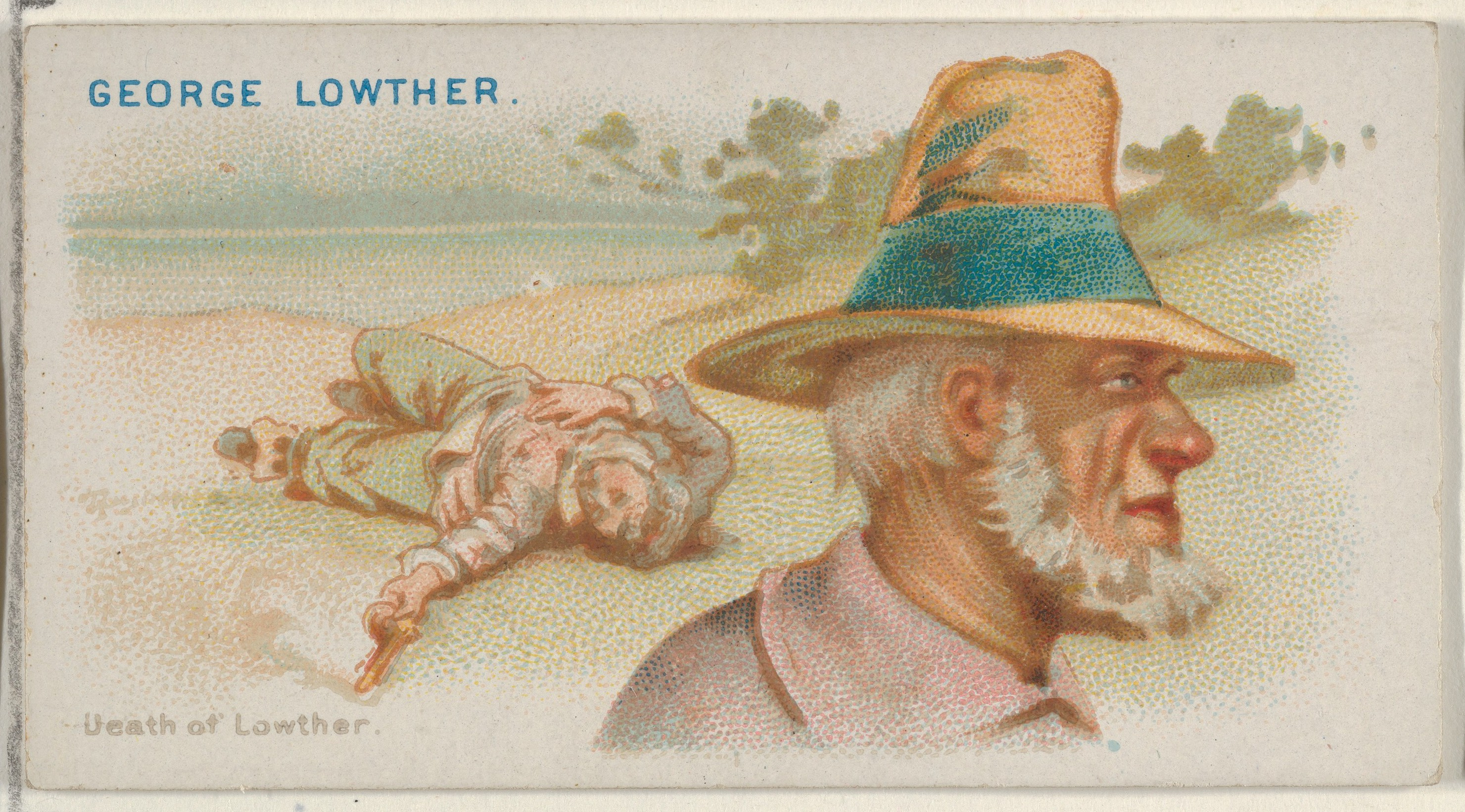
Джордж Лоутер, Смерть Лоутера, із серії «Пірати Іспанії» (N19) для сигарет Allen & Ginter MET DP835021

У 1722 році він відплив на усамітнений далекий острів Ла-Бланкілья. Однак перед висадкою його помітив Волтер Мур, капітан шлюпа HMS Eagle. Лоутер зміг втекти на острів, вислизнувши через ілюмінатор своєї каюти разом із десятком членів екіпажу, причому лише четверо з них дісталися до берега. Після тривалих пошуків тіло Лоутера було знайдено. Він вистрелив собі в голову, щоб не потрапити в полон.
Газета Post-Boy від 2 травня 1724 року припустила, що Лоутер міг втекти. Газета повідомляє: «В останніх листах з о.Сент-Крістофер повідомляється, що 20 лютого шлюп «Eagle», випливши з того острова, повернувся назад з захопленим піратським шлюпом Лоутера, разом із двадцятьма людьми, які були на ньому (сам Лоутер і багато інших членів екіпажу здійснили втечу), і вважається, що дванадцять або тринадцять із них будуть засуджені за піратство, а інші, яких силою змусили навернутись до піратства, будуть звільнені».
Така ж інформація міститься в газеті Newcastle Courant від 1 лютого 1724 року: «Ми маємо гарні новини з Сент-Крістофера, що капітан Мур з шлюпа «Eagle», виявивши піратський шлюп із 10 гарматами та 40 чоловіками під командуванням Лоутера, який прямував до острова Бланко, взяв його на абордаж і захопив його з 24 членами екіпажу, але Лоутер і ще 10 перестрибнули через борт і втекли, однак 4 з них були згодом захоплені іспанським каное, і ми сподіваємось, що Лоутер і решта також будуть захоплені».
Daily Courant від 12 червня 1724 року повідомляв, що «Капітан шлюпа «Eagle» був пізніше поінформований, що Джордж Лоутер, капітан згаданого піратського шлюпа, застрелився на острові Бланко і був знайдений мертвим поруч зі своїм разрядженим пістолетом».